# Crkvina (Bosanski Šamac, BiH)
Crkvina je naseljeno mjesto u sastavu općine Bosanski Šamac u Republici Srpskoj u Bosni i Hercegovini.

## Stanovništvo
| Crkvina            |                |                |                |
| godina popisa      | 1991.          | 1981.          | 1971.          |
| Srbi               | 1581 (92,78 %) | 1448 (90,10 %) | 1607 (97,98 %) |
| Hrvati             | 18 (1,05 %)    | 18 (1,12 %)    | 21 (1,28 %)    |
| Muslimani          | 1 (0,05 %)     | 2 (0,12 %)     | 3 (0,18 %)     |
| Jugoslaveni        | 85 (4,98 %)    | 123 (7,65 %)   | 6 (0,36 %)     |
| ostali i nepoznato | 19 (1,11 %)    | 16 (0,99 %)    | 3 (0,18 %)     |
| ukupno             | 1704           | 1607           | 1640           |

## Povijest
Na području ovog mjesta tijekom 1992. bio je organiziran logor za zarobljene civile iz okolnih nesrpskih mjesta. Logor se nalazio na lokaciji zadružnog doma. U tom je logoru 1992. ubijeno nekoliko zarobljenika čiji su posmrtni ostaci pronađeni tek 20 godina kasnije zakopani na lokalitetu u istom tom selu. Zločin su počinili dobrovoljci iz Srbije uz suradnju s lokalnim stanovništvom.